# Amble
Amble är en ort och civil parish (officiellt namn: Amble by the Sea) i grevskapet och kommunen Northumberland i England. Orten ligger vid floden Coquets mynning. Tätorten (built-up area) hade 6 025 invånare vid folkräkningen år 2011.